# اندژیکی (استان پودلاسکی)
اندژیکی (استان پودلاسکی) (به لهستانی:  Andrzejki) یک روستا در لهستان است که در گمینا وومژا واقع شده‌است. اندژیکی ۱۰۰ نفر جمعیت دارد.